# Société des grands travaux du Nord
 (août 2024).
Si vous disposez d'ouvrages ou d'articles de référence ou si vous connaissez des sites web de qualité traitant du thème abordé ici, merci de compléter l'article en donnant les références utiles à sa vérifiabilité et en les liant à la section « Notes et références ».
SGTN (Société des Grands Travaux du Nord) fait partie, au sein du groupe Eiffage, du pôle terrassement d'Eiffage Travaux Publics.

## Généralités
Filiale du groupe Eiffage depuis 1995, SGTN est une société en nom collectif (SNC) au capital de 2 250 000 €. À la suite du rachat, elle annonce un plan social. En 2004, son chiffre d'affaires était de 27 725 000 €.
Fortement implantée dans le Nord-Pas-de-Calais depuis sa création en 1960, SGTN est aujourd'hui également présente sur le plan national et répond à des marchés tant publics que privés.

## Historique
- Années 50 : Création de la Société Parisienne et Méridionale (SPM) à Paris
- 1962 : Création de SPM Nord à Marquette par Joseph Franzini
- 1966 : SPM change de nom et devient SGTA (Société des Grands Travaux Alpins)
- 1968 : SGTA devient SGTN
- 1995 : Rachat par le groupe Eiffage

## Activités
- Les terrassements : SGTN travaille dans ce secteur au niveau national..
- Les travaux d'assainissement et de génie civil : en collaboration régulière avec la région nord et la métropole lilloise[réf. nécessaire], SGTN s'est développée sur le marché des ouvrages d'art, des ouvrages d'assainissement et des ouvrages fonctionnels.
- La viabilité (travaux de voirie et de réseaux divers) : ce secteur réalise aussi bien des travaux d'aménagement et de réfection de l'espace urbain que des travaux de haute technicité.